# Luca Monti
Luca Monti (Pavia, 17 maggio 1962) è un allenatore di pallavolo italiano.

## Carriera
La carriera di Luca Monti inizia nella Serie A2 1995-96, quando riveste l'incarico di primo allenatore della Pallavolo Reima Crema. Dopo una stagione a Voghera in Serie B2 si trasferisce a Milano, dove in quattro stagioni da assistente allenatore, oltre a una breve parentesi da primo, ottiene la promozione in Serie A1 nel campionato 1999-00, oltre a disputare una finale scudetto e una semifinale di Coppa CEV. Si trasferisce poi al Biella Volley, che conduce fino ai play-off promozione della Serie B1, e allo Scanzorosciate, sempre nella terza serie nazionale, con cui raggiunge la promozione in Serie A2.
Nel campionato 2004-05 rimane alla guida della squadra orobica, iscritta con il nome di Volley Team Bergamo, ma l'annata si conclude con la retrocessione. Nella stagione 2005-06 diventa allenatore della Pallavolo Reima Crema, con cui ottiene la promozione in Serie A1 diritto a cui la società rinuncia in seguito. Nell'edizione 2006 dell'All Star Game gli viene affidata la guida della selezione All Star A2. Rimane al sodalizio cremasco per quattro anni, intervallati da una parentesi alla Pallavolo Modena nel campionato 2007-08, che gli vale la conquista del suo primo trofeo europeo, la Challenge Cup. Nello stesso periodo ha fatto parte dello staff della nazionale italiana di Gian Paolo Montali, curando inoltre la preparazione della squadra B nel 2008.
Nella stagione 2010-11 diventa primo allenatore della Gabeca Pallavolo, con cui ottiene il quarto posto in stagione regolare, fermandosi poi ai quarti di finale sia ai play-off che in Coppa Italia. Dopo una breve parentesi alla Materdomini Volley, conclusa con l'esonero dopo tre giornate, dal gennaio del 2012, dopo le dimissioni di Angelo Lorenzetti, siede sulla panchina della Pallavolo Piacenza, che guida alla conquista della Challenge Cup 2012-13 e della Coppa Italia 2013-14, oltre alla finale scudetto persa nel 2012-13 contro la Trentino Volley e alla vittoria dei play-off Challenge Cup 2011-12; a livello individuale vince il premio "Costa - Anderlini", assegnato al miglior allenatore di nazionalità italiana dell'annata 2012-13.
Nel 2014-15 lascia Piacenza e diventa allenatore dello Halk Bankası Spor Kulübü di Ankara, ma a dicembre torna in Italia, alla Callipo Sport di Vibo Valentia; terminato il campionato di Serie A2 con l'eliminazione ai quarti di finale dei play-off promozione si trasferisce al Powervolley Milano, tornando nel massimo campionato italiano per la stagione 2015-16, dove resta per due annate.
Nel corso dell'annata 2017-18 viene chiamato sulla panchina della Marconi Volley Spoleto in Serie A2, interrompendo consensualmente il contratto con la formazione umbra nel febbraio 2019. Dall'ottobre 2024 è il direttore sportivo del Garlasco in serie B.

## Palmarès
- Coppa Italia: 1

2013-14
- Challenge Cup: 2

2007-08, 2012-13

### Premi individuali
- 2013 - Serie A1: Premio "Costa - Anderlini" come miglior allenatore di nazionalità italiana